# Vyšné (przystanek kolejowy)
Vyšné – przystanek kolejowy w miejscowości Vyšné, w kraju południowoczeskim, w Czechach. Położony jest na linii Czeskie Budziejowice - Gmünd. Znajduje się na wysokości 490 m n.p.m.
Na przystanku nie ma możliwości zakupu biletów, a obsługa podróżnych odbywa się w pociągu.

## Linie kolejowe
- 199 České Budějovice - Gmünd